# Max Leenhardt
Michel Maximilien Leenhardt (Montpellier, 2 aprile 1853 – Clapiers, 15 maggio 1941) è stato un pittore francese.

## Biografia
Michel Maximilien (detto "Max") Leenhardt nacque a Montpellier, nel sud della Francia, in una famiglia benestante. Suo padre, Abel Leenhardt, era infatti direttore di banca e Max il secondo degli otto figli suoi e della moglie Cécile Castelnau. A 19 anni si iscrisse all'École des beaux-arts della sua città e studiò nell'atelier di Ernest Michel. Nel 1873, un anno dopo la scomparsa del padre, fece un viaggio in Austria, dove eseguì diversi disegni e dove divenne grande amico di Marianne Preindelsberger Stokes. 
Sinceramente affezionato alla pittrice austriaca, quando, dopo qualche anno, ella si recò a Parigi per studio, Leenhardt la accolse, le trovò una sistemazione e la presentò ai suoi amici pittori, inserendola nell'ambiente artistico parigino.
Nel 1877, infatti, Leenhardt si trasferì a Parigi per seguire i corsi dell'École nationale supérieure des beaux-arts, avendo come insegnante il pittore Alexandre Cabanel. Lì ritrovò suo cugino Eugène Burnand e frequentò i pittori svizzeri e i seguaci neoclassicisti di Jean-Léon Gérôme.

All'inizio si sistemò in una pensione familiare al n.3 di rue des Beaux-arts a poca distanza dall'École, poi affittò una stanza-atelier dove poté accogliere i suoi amici. 
Leenhardt completò infine la sua formazione scolastica frequentando alcune accademie libere, laddove strinse un sodalizio con Fernand Khnopff. Da quel momento la sua pittura si arricchì di una certa vena simbolista. 

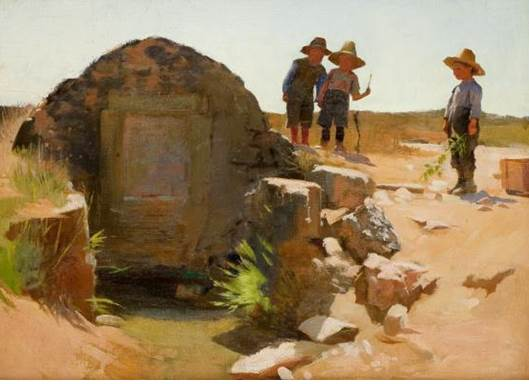
La sorgente

Nello stesso anno del suo arrivo a Parigi, il 1877, assieme al pittore Evert van Muyden, Leenhardt fece un viaggio in Normandia e visitò il Mont Saint Michel, proseguendo poi per la Bretagna, dove si fermò qualche tempo a Dinan. Dal 1878, divise il suo tempo fra Parigi e Clapiers, nei pressi di Montpellier.

Nel 1879 Leenhardt debuttò al "Salon des artistes français", dove continuò ad esporre per quasi tutta la vita, sino al 1939. 
Negli anni 1880-1881, viaggiò per l'Europa, per poi fermarsi alcuni mesi a Costantinopoli. Nel viaggio di ritorno toccò Il Cairo e Il Pireo, prima di sbarcare a Marsiglia e quindi rientrare a Montpellier. Durante il soggiorno a Costantinopoli fece amicizia con il pittore ottomano Osman Hamdi Bey.
Si trasferì quindi definitivamente a Parigi, pur tornando spesso per lunghi periodi a Montpellier. Durante uno di questi soggiorni nella sua città natale, Leenhardt, nel 1890, sposò Marie Castan (1867-1893), la figlia di Alfred Castan, professore della facoltà di medicina di Montpellier. Da questa unione nacquero due bambini: Jean (1891-1967) e Georges (1893-1962). Tre anni dopo, però, la moglie Marie si spense dando alla luce il loro secondo figlio e Leenhardt rimase vedovo. Affidati i due figli a persona di famiglia, egli tornò a Parigi, pur tornando frequentemente nella sua città.
Leenhardt partecipò attivamente ad incarichi ufficiali per la decorazione di edifici pubblici (municipi, teatri, stazioni, etc.), fra cui, in particolare, dei pannelli per il Teatro dell'Opera di Montpellier (1888) ed il ristorante della stazione della Gare de Lyon di Parigi, in seno alle attività promosse in occasione dell'Expo del 1900.

Fra il 1900 e il 1922, dipinse anche una serie di ritratti di professori dell'Università di Montpellier, delle facoltà di medicina, farmacia e diritto.
Un aspetto collaterale della sua opera è costituito da opere d'ispirazione religiosa protestante, con soggetti come: Un prêche au Désert (oggi nella collezione del Museo del Deserto), o Les Prisonnières de la Tour de Constance, che fu esposto nel 2011 ad Alès.
Max Leenhardt morì a 88 anni nel 1941 e fu sepolto nel cimitero protestante di Montpellier.

Una piazza della città porta il suo nome, così come la scalinata Leenhardt nel Museo Fabre.

## Opere

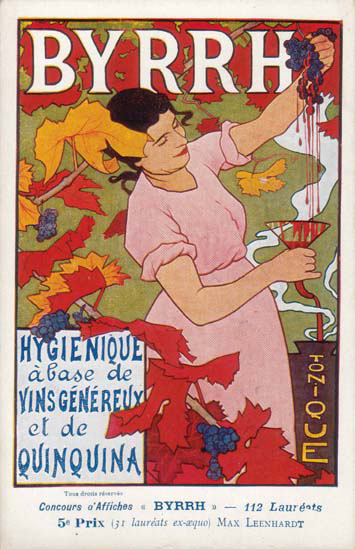
L'aperitivo Byrrh

Disegni, acquarelli, pastelli, incisioni, acqueforti
- Museo nazionale d'arte della Romania
  - Les Martyrs de la Réforme, frammento d'un disegno a penna.

Dipinti
- Facoltà di medicina di Montpellier
  - Déjeuner sur l'herbe d'étudiants devant la cathédrale de Maguelonne, c.1884
  - Portrait d'Alfred Castan, 1890
  - Portrait de Joseph Grasset, 1920
  - Portrait de Paul Louis André Kiener
  - Portrait de Georges Rauzier
  - Portrait d'Eugène Derrien
  - Portrait d'Albert Mairet
  - Portrait d'Étienne Leenhardt
  - Portrait de Joseph Vires

- Museo del Deserto al "Mas Soubeyran"
  - Le Prêche au Désert
  - Fuite des protestants à la révocation de l'édit de Nantes en 1685

- Musée Fabre di Montpellier
  - Vue de Montpellier depuis Castries, c.1920
  - Le Grand Olivier

- Portrait de Charles Flahaut, Istituto di botanica, Università Montpellier II
- La Meije, sala dorata del ristorante Le Train Bleu, 1900

Stampe, litografie, manifesti
- 5º premio al concorso per manifesti della ditta Byrrh.

Illustrazioni
- AA.VV., Présences, Libreria Plon, Parigi, 1945 (postuma).

## Mostre
- Michel Maximilien Leenhardt et Jean Aristide Rudel, galleria Hambursin-Boisante a Montpellier, dal 19 settembre al 20 ottobre 2007.
- Max Leenhardt, ottobre 2011, Château d'Assas & Musée du Vigan, distretto di Numa Hambursin
- Les Camisards, entre fuite et clandestinité, Museo del Colombier a Alès dall'8 marzo al 28 maggio 2012.
- Le XIXe, un âge d'or de la peinture montpelliéraine, giugno 2017, Espace Dominique Bagouet, Montpellier, distretto di Numa Hambursin

## Collegamenti esterni

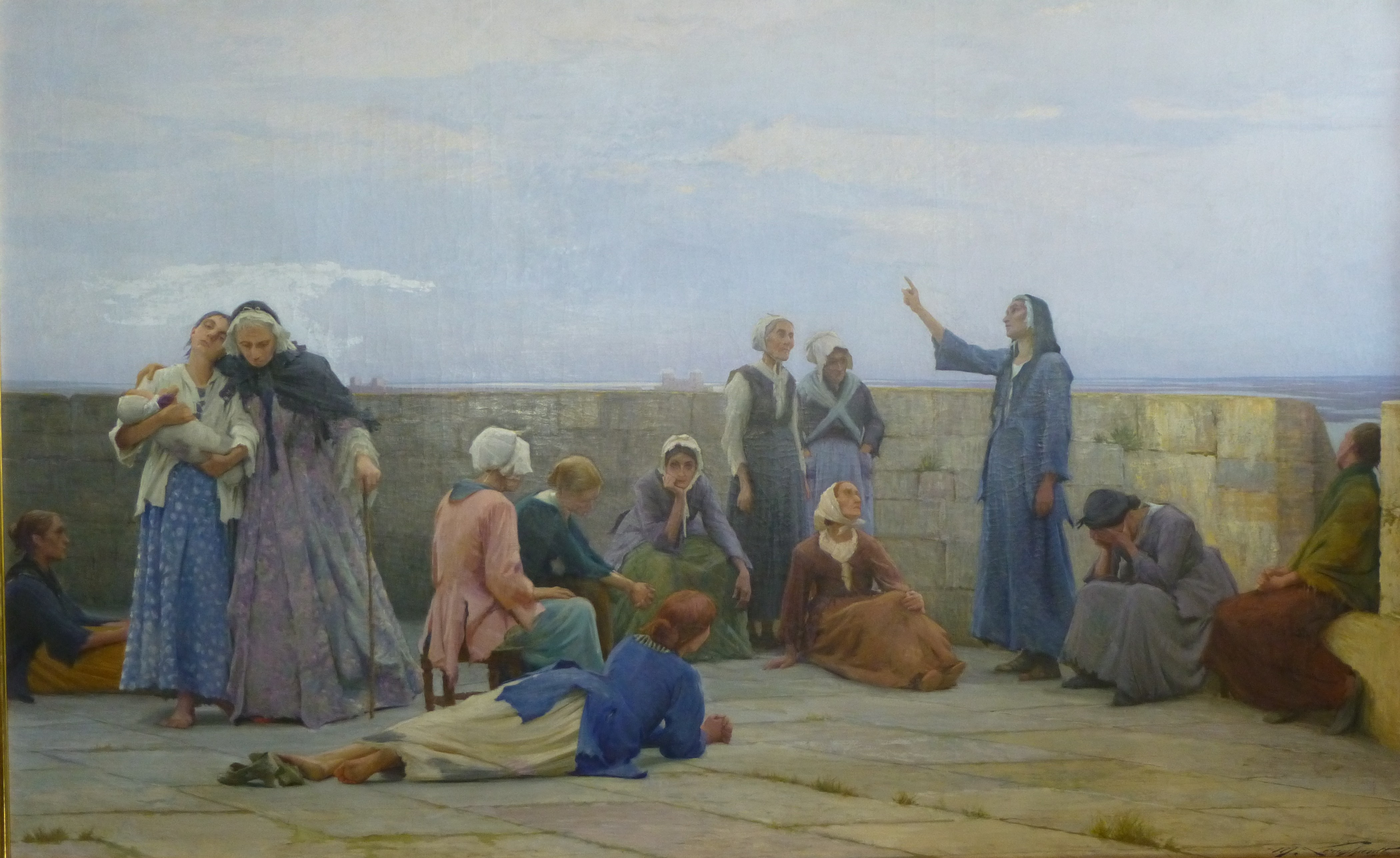
Prigioniere ugonotte nella torre di Costanza

## Galleria d'immagini

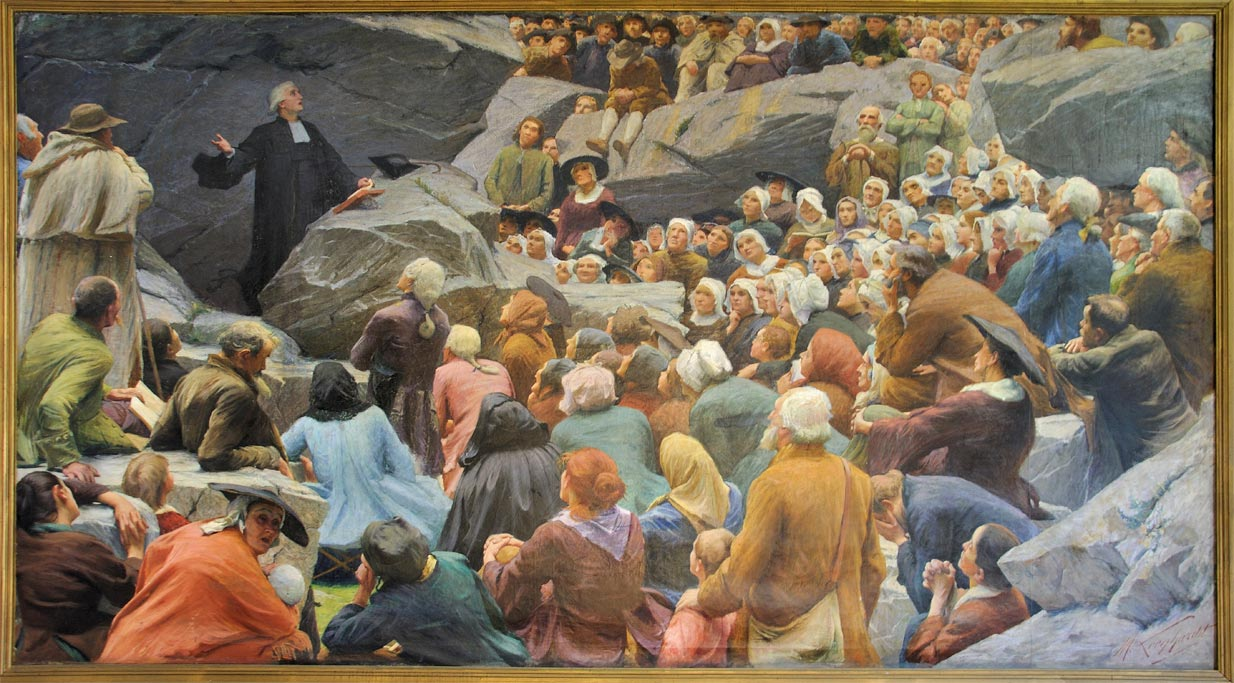
La preghiera nel deserto
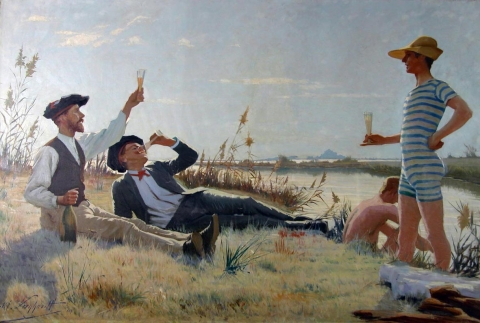
Studenti
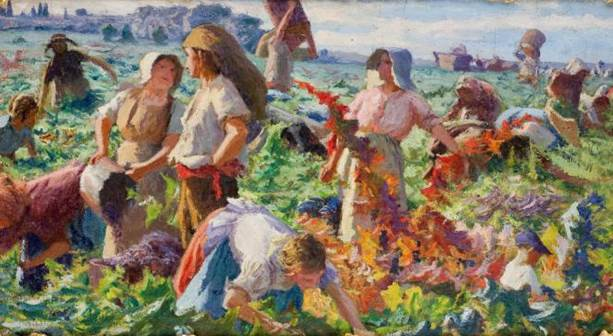
Nella vigna
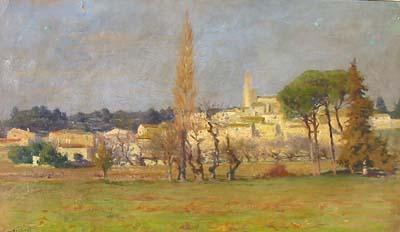
Clapiers
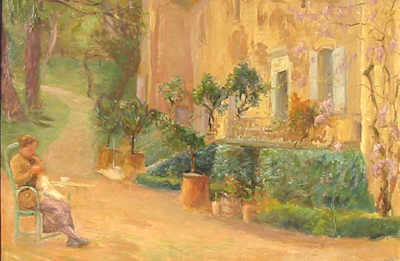
Clapisses